# Michael Harvey
Michael Harvey, född 5 december 1962, är en australisk friidrottare. Han deltog vid olympiska sommarspelen 1984.